# Megachile malangensis
Megachile malangensis är en biart som beskrevs av Heinrich Friese 1904. Megachile malangensis ingår i släktet tapetserarbin, och familjen buksamlarbin. Inga underarter finns listade i Catalogue of Life.